# Vita privata (film 1961)
Vita privata (Vie privée) è un film del 1962 diretto da Louis Malle.
Pellicola di produzione italo-francese con protagonisti Brigitte Bardot e Marcello Mastroianni.

## Trama
Jill è una giovane attrice tanto osannata dal pubblico quanto criticata e odiata per la sua vita sfrenata. Critiche che vengono concretizzate dall'odio che le sputa in faccia una cameriera che, senza alcun riguardo, le dà della sgualdrina per i nudi nei suoi film e gli innumerevoli amanti nella vita privata. Jill ha un tracollo: non vuole più uscire di casa, ma i produttori dei suoi film la convincono a partecipare ad un evento mondano, dove il contatto con una folla impazzita la mandano in delirio facendola gridare di terrore. Sarà Fabio a prendersi cura di lei, dopo che è scappata dalla clinica con la complicità di un'infermiera. Fabio dirige una famosa rivista di arte venduta in tutta il mondo, ma trova il tempo di prendersi cura della giovane Jill e di innamorarsene teneramente.
A Spoleto, durante il famoso festival di musica e danza, Fabio cura la versione in italiano di un dramma tedesco ed è occupato con l'allestimento dello spettacolo. Jill, che l'ha raggiunto per restargli accanto, vive suo malgrado un secondo isolamento, perché la sua presenza e la folla di curiosi e fotografi che genera, impediscono a Fabio di lavorare. È durante la messinscena del dramma di Kleist che avviene un evento non tanto inaspettato.

## Produzione
Seppur frutto di una co-produzione tra Francia e Italia, la versione italiana si presenta con un montaggio sensibilmente diverso da quello originale e un diverso uso della voce narrante.
L'ultima parte del film è girata a Spoleto

## Colonna sonora
La canzone Sidonie, colonna sonora del film, deve la versione italiana ad Alberto Testa. Slow moderato la musica è di J.-M. Rivière e Y. Spanos, arrangiamenti di A. Giacomazzi; dischi Barclay.

## Distribuzione
Il film è stato presentato a Parigi il 31 gennaio 1962 e in Italia il 21 aprile.

## Accoglienza

### Critica
(Leo Pestelli su la Stampa del 22 aprile 1962)